# Xylophanes moeschleri
Xylophanes moeschleri är en fjärilsart som beskrevs av Nicolas Grigorevich Erschoff 1876. Xylophanes moeschleri ingår i släktet Xylophanes och familjen svärmare. Inga underarter finns listade i Catalogue of Life.